# Cochlidium acrosorum
Cochlidium acrosorum är en stensöteväxtart som beskrevs av A. Rojas. Cochlidium acrosorum ingår i släktet Cochlidium och familjen Polypodiaceae. Inga underarter finns listade.